# Josefina (película de 2021)
Josefina es una película española de 2021 dirigida por Javier Marco, quien debuta en un largometraje después de ganar el Premio Goya por el mejor cortometraje de ficción en 2021. Le acompaña la guionista Belén Sánchez-Arévalo, con quien ya formó tándem anteriormente.

## Sinopsis
Juan (Roberto Álamo) funcionario de prisiones, observa en silencio cada domingo la visita de Berta (Emma Suárez) la madre de Sergio (Miguel Bernardeau) uno de los presos. El día que por fin logra acercarse a ella, se sorprende a sí mismo haciéndose pasar por otro padre e inventándose a una hija dentro de la cárcel: Josefina. La necesidad de llenar el vacío en el que viven Juan y Berta, les lleva a seguir encontrándose más allá de la realidad que les rodea.

## Reparto
- Roberto Álamo como Juan
- Emma Suárez como Berta Mirador
- Miguel Bernardeau como Sergio López Mirador
- Manolo Solo como Rafael
- Mabel Rivera como Eladia
- Olivia Delcán como Josi
- Simón Andreu como Pascual
- Pedro Casablanc como Emilio
- Belén Ponce de León como Verónica